# Nguyễn Thái Sơn
Nguyễn Thái Sơn (Thanh Hóa, 13 de julio de 2003) es un futbolista vietnamita que juega en la demarcación de centrocampista para el Dong A Thanh Hoa de la V.League 1.

## Selección nacional
Tras jugar en varias categorías inferiores de la selección, finalmente hizo su debut con la selección absoluta de Vietnam el 20 de junio de 2023 en un encuentro amistoso contra Siria que finalizó con un resultado de 1-0 a favor del combinado vietnamita tras un gol de Phạm Tuấn Hải.

## Clubes
| Club             | País    | Año   | Partidos | Goles |
| ---------------- | ------- | ----- | -------- | ----- |
| Dong A Thanh Hoa | Vietnam | 2022- | 73       | 3     |